# RapidMiner
RapidMiner（前名称；YALE）は、機械学習、データマイニング、テキストマイニング、特徴選択、予測分析、経営分析などを扱うソフトウェア及びその開発元会社である。研究や教育や産業分野、ラピッドプロトタイピングやソフトウェア開発の場で利用されている。
データマイニング系情報サイトKDnuggetsの調査に拠ると、実務で最も利用されたデータマイニング及び分析ツールで2009年に2位、2010年に1位。
GNU Affero General Public Licenseの下で2004年からSourceForge.netが管理している。
Ver6から同社はオープンソース用サポートを打ち切り、商用ライセンスのみの提供を行うと発表した。

## 特徴
データマイニングや機械学習分野において、Extract/Transform/Loadによるデータ変換、データ処理、可視化、モデリングの作成・評価・展開に活用できる。
Javaで組まれており、Wekaの機械学習環境とR言語の統計的モデリングスキーム由来の学習スキームと属性選択機能を有する。
ジェノタイピング、プロテオーム解析、質量分析法など高速大量処理装置により出力されたデータの解析や、R言語に似た解析手順の定義に活用できる。また、プラグインで追加機能を拡張できる。
分析パイプライン（operator tree）設計用のGUIにより、利用者がデータに適用する分析プロセスを定義するXMLを生成する。
別の利用方法としては、他のプログラムからAPI経由で実行させることが可能であり、個々の機能はコマンドラインから操作できる。